# なぜか笑介
『なぜか笑介』（なぜかしょうすけ）は、聖日出夫による日本の青年漫画。

## 概要
1982年から1991年まで『ビッグコミックスピリッツ』（小学館）に連載された。単行本は全29巻（小学館ビッグコミックス）。三流私大出の主人公大原笑介が一流商社である五井物産に入社し、様々な失敗を繰り返しながらも次第に成長していく姿を描いた作品である。
他のキャラクター（主に高山係長）から突っ込みを入れられた笑介が「ズッ」という効果音と共にコケるのがお約束だが、直立不動のまま後ろ斜め45度に傾く本作独特のポーズでのズッコケが多い。
続編に『だから笑介』がある（『ビッグコミックスペリオール』連載）。また、本作の連載開始前には設定が大幅に異なる『多少難アリ』という不定期連載があった。

## 登場人物
大原笑介
主人公。五井物産食品部食品3課に配属。入社早々高額（10億?）の契約書を拇印で作成し大目玉を食らうが…。
森川課長
大原笑介が入社していた時の食品3課長。先輩後輩から慕われている。矢沢1課長に勝ち次長に昇進。22巻において部長に昇進。
高山係長
大原笑介が入社していた時係長。眼鏡をかけた小柄な男性で、おネェ口調でしゃべる。ゴマすりがお得意だが、仕事も出来る。13巻において課長代理に昇進し、21巻において課長に昇進。
大橋部長
大原笑介が入社していた時部長。12巻において取締役に昇進。
花園さん
キャリアを積んだ美人OLで、食品三課のお母さん的存在。非常に真面目で優しい性格の持ち主で、大原笑介は給料日前によく借金していた。21巻において食品3課係長に昇進。
三条
大原笑介の後輩。マザコン???
朝倉
大原笑介の先輩。シドニー転勤前に、室町食品との契約を大原笑介に譲る。
岩田
大原笑介の先輩。気が強く上司にも噛み付く。ドケチ。21巻において食品2課係長に昇進。
加藤
大原笑介の同僚。要領がよく、大原笑介の性格を利用して面倒な事を押し付ける事も。肉感的な子が好みだが良く振られる。
吉村
大原笑介の同僚。同期三人組の出世頭。シカゴ転勤を経て、東京に戻り食品1課係長に昇進。
泉今日子
五井物産の人事部社員。大原笑介と交際し、後に結婚する。
長谷伸子
五井物産の経理部社員。泉今日子と仲が良い。
村田社長室長
五井物産の社長室長。なぜか、大原笑介を買っている。
竹下部長
大原笑介の担当する「室町食品」の食品部長。大原笑介と開発した「ビックめん」のヒットにより取締役に昇進する。